# 埃迪森山
71°49′S 163°35′E / 71.817°S 163.583°E
埃迪森山是南極洲的山峰，位於維多利亞地，屬於鮑爾斯山脈中蘭特曼山脈的一部分，處於鮑爾斯峰東南面11公里，海拔高度2,080米，該山峰以美國海軍上尉命名。